# ایان مک‌کلن
سِر ایان موری مک‌کلن CH CBE (انگلیسی: Sir Ian Murray McKellen؛ زادهٔ ۲۵ مهٔ ۱۹۳۹) بازیگر انگلیسی است. او در طول شش دهه فعالیت حرفه‌ای، در ژانرهای گوناگون تئاتر مربوط به شکسپیر و مدرن تا فانتزی و علمی-تخیلی عامه‌پسند ایفای نقش کرده‌است. او در طول حرفهٔ خود جوایز متعددی از جمله هفت جایزهٔ لورنس اولیویه، یک جایزهٔ تونی، یک جایزهٔ گلدن گلوب و یک جایزهٔ انجمن بازیگران فیلم دریافت کرده‌است. او علاوه بر این نامزد دو جایزهٔ اسکار، پنج جایزهٔ امی ساعات پربیننده و چهار بفتا شده‌است. مک‌کلن برای ایفای نقش ریچارد سوم در ریچارد سوم (۱۹۹۵)، جیمز ویل در خدایان و هیولاها (۱۹۹۸)، مگنیتو در فیلم‌های مردان ایکس و گندالف در سه‌گانه‌های ارباب حلقه‌ها و هابیت به شهرت جهانی رسید.
به گفتهٔ بی‌بی‌سی، «نقش‌آفرینی‌هایش به او تضمین کرده‌است تا بتواند در معیار بازیگران تئاتر و فیلم انگلیسی جایگاهی داشته باشد». مک‌کلن دریافت‌کنندهٔ هر جایزهٔ بزرگ سینمایی در پادشاهی متحده است و به عنوان نماد فرهنگی بریتانیا در نظر گرفته می‌شود. او فعالیت حرفه‌ای خود را در سال ۱۹۶۱ در تئاتر بلگرید آغاز کرد. در سال ۱۹۶۵، مک‌کلن برای نخستین بار در تئاتر وست اند حضور یافت. در سال ۱۹۶۹، او برای پیوستن به گروه تئاتر پروسپکت دعوت شد تا نقش‌های اصلی ریچارد دوم شکسپیر و ادوارد دوم مارلو را بازی کند و او خود را به عنوان یکی از برجسته‌ترین بازیگران کلاسیک کشور ثابت کرد. در دهه ۱۹۷۰، مک‌کلن یکی از وفاداران رویال شکسپیر کامپنی و تئاتر ملی بریتانیای کبیر شد. در سال ۱۹۸۱، او برای بازی در آمادئوس ساختهٔ آنتونیو سالییری برای نخستین بار نامزد دریافت جایزهٔ تونی و برندهٔ جایزهٔ بهترین بازیگر در یک نمایش‌نامه شد.
مک‌کلن در سال ۱۹۹۱ به‌پاس خدماتش به هنرهای نمایشی نشان شوالیه دریافت کرد. در سال ۲۰۰۸، او برای خدماتش در زمینهٔ نمایشی و برابری نشان همنشین افتخار را دریافت کرد. او همجنس‌گرا است و از سال ۱۹۸۸ در مورد جنسیت خود آشکارسازی می‌کند و همچنان از جنبش‌های اجتماعی دگرباشان جنسی در سراسر جهان حمایت می‌کند. او در اکتبر ۲۰۱۴، نشان آزادی شهر لندن را دریافت کرد.

## زندگی شخصی
مک کلن یک آتئیست است. در اواخر دهه ۱۹۸۰، او اشتهای خود را برای هر نوع گوشت به جز ماهی از دست داد و از آن زمان به طور عمده از رژیم غذایی آفت خوار پیروی کرد. در سال ۲۰۰۱، یان مک کلن جایزه شهروند هنرمند جهان (فرانسه) را دریافت کرد.
مک‌کلن یک خالکوبی از الگوی شماره نه دارد که با استفاده از فیلم‌نامه ساخته شده توسط جی آر آر تالکین از تنگوار نوشته شده است. یاران حلقه . سایر بازیگران «همراهی» ( الیجا وود ، شان آستین ، اورلاندو بلوم ، بیلی بوید ، شان بین ، دومینیک موناگان و ویگو مورتنسن ) همین خالکوبی را دارند. جان ریس دیویسکه شخصیت او نیز یکی از ۹ همراه اصلی بود، این خالکوبی را انجام نداد، به جای آن دو بدلکاری او پیشنهاد شد. 
سِر ایان موری مک‌کلن در سال ۲۰۰۶ به سرطان پروستات مبتلا شد. در سال ۲۰۱۲، او در وبلاگ خود اظهار داشت که "هیچ دلیلی برای هشدار وجود ندارد. من به طور منظم معاینه می شوم و سرطان مهار می شود. من به هیچ درمانی نیاز ندارم."
مک‌کلن در اوایل سال ۲۰۱۳ به عنوان وزیر کلیسای زندگی جهانی منصوب شد تا ریاست ازدواج دوستش و همبازی مردان ایکس پاتریک استوارت با خواننده سانی اوزل را بر عهده بگیرد .
مک‌کلن در ۱۸ ژوئن ۲۰۱۴ دکترای افتخاری ادبیات را از سوی دانشگاه کمبریج دریافت کرد . او در روز پنج‌شنبه ۳۰ اکتبر ۲۰۱۴ به عنوان آزادگان شهر لندن انتخاب شد. این مراسم در گیلدهال لندن برگزار شد. او توسط لرد شهردار لندن، فیونا وولف ، نامزد شد که گفت او یک "بازیگر استثنایی" و "مبارز خستگی ناپذیر برای برابری" است. او همچنین عضو بازنشسته کالج سنت کاترین، آکسفورد است.ایشون همجنس گرا هستند

## بخشی از فیلم‌شناسی و بازیگری در تئاتر
- هیاهوی بسیار برای هیچ - (۱۹۶۵)
- تعهد - (۱۹۶۹)
- آلفرد بزرگ - (۱۹۶۹)
- هملت - (۱۹۷۱)
- شاه لیر - (۱۹۷۳)
- دکتر فاستوس (نمایش‌نامه) - (۱۹۷۴)
- زندگی و مرگ کینگ جان - (۱۹۷۵)
- رومئو و ژولیت - (۱۹۷۶)
- حکایت زمستان - (۱۹۷۶)
- مکبث - (۱۹۷۶)
- شب دوازدهم - (۱۹۷۸)
- سه خواهر - (۱۹۷۸)
- آمادئوس - (۱۹۸۰)
- اسکارلت پیمپرنل-(۱۹۸۲)
- برجک دفاعی - (۱۹۸۳)
- کوریولانوس - (۱۹۸۴)
- دوشس ملفی - (۱۹۸۵)
- باغ آلبالو - (۱۹۸۵)
- فراوانی (۱۹۸۵)
- اتلو - (۱۹۸۹)
- رسوایی - (۱۹۸۹)
- ریچارد سوم (نمایش‌نامه) - (۱۹۹۰)
- دایی وانیا - (۱۹۹۲)
- تصنیف جو کوچولو-(۱۹۹۲)
- شش درجه جدایی - (۱۹۹۳)
- آخرین قهرمان اکشن - (۱۹۹۳)
- سایه - (۱۹۹۴)
- هر کاری خواهم کرد-(۱۹۹۴)
- جک و سارا-(۱۹۹۵)
- مزرعه سرد آرامش-(۱۹۹۵)
- بازسازی - (۱۹۹۵)
- ریچارد سوم - (۱۹۹۵)
- راسپوتین: بنده شریر سرنوشت - (۱۹۹۶)
- دشمن مردم - (۱۹۹۷)
- پیتر پن - (۱۹۹۷)
- خم شده - (۱۹۹۷)
- گرفته شده از دریا- (۱۹۹۷)
- خدایان و هیولاها - (۱۹۹۸)
- شاگرد توانا - (۱۹۹۸)
- دیوید کاپرفیلد - (۱۹۹۹)
- مردان ایکس - (۲۰۰۰)
- ارباب حلقه‌ها: یاران حلقه - (۲۰۰۱)
- ارباب حلقه‌ها: دو برج - (۲۰۰۲)
- ارباب حلقه‌ها: دو برج (بازی ویدئویی) - (۲۰۰۲)
- ارباب حلقه‌ها: بازگشت شاه - (۲۰۰۳)
- ارباب حلقه‌ها: بازگشت پادشاه (بازی ویدئویی) - (۲۰۰۳)
- سیمپسون‌ها - (۲۰۰۳)
- ایکس ۲: مردان متحد - (۲۰۰۳)
- هجده - (۲۰۰۴)
- ارباب حلقه‌ها: دوران سوم (بازی ویدیویی) - (۲۰۰۴)
- ارباب حلقه‌ها: نبرد برای سرزمین میانه - (۲۰۰۴)
- علاءالدین و چراغ جادو - (۲۰۰۴)
- خیابان کورونیشن - (۲۰۰۵)
- برآب‌رفته - (۲۰۰۶)
- رمز داوینچی - (۲۰۰۶)
- مردان ایکس: آخرین ایستادگی - (۲۰۰۶)
- گرد ستاره - (۲۰۰۷)
- قطب‌نمای طلایی - (۲۰۰۷)
- مرغ دریایی (نمایش‌نامه) - (۲۰۰۷)
- در انتظار گودو - (۲۰۰۹)
- هابیت: یک سفر غیرمنتظره - (۲۰۱۲)
- دکتر هو - (۲۰۱۲)
- هابیت: برهوت اسماگ (۲۰۱۳)
- ولورین (۲۰۱۳)
- مردان ایکس: روزهای گذشته آینده (۲۰۱۴)
- هابیت: نبرد پنج سپاه (۲۰۱۴)
- متصدی لباس (۲۰۱۵)
- آقای هولمز (۲۰۱۵)
- دیو و دلبر (۲۰۱۷)
- بیسکوییت باغ‌وحشی (۲۰۱۷)
- مرد خانواده (۲۰۱۸)
- دروغگوی خوب (۲۰۱۹)
- گربه‌ها (۲۰۱۹)